# SV Lafnitz
Der SV Licht-Loidl Lafnitz ist ein österreichischer Fußballverein in der steirischen Gemeinde Lafnitz. Der Klub spielt ab der Saison 2025/26 in der drittklassigen Regionalliga Mitte.

## Geschichte
Der Verein, der dem Steirischen Fußballverband angehört, wurde 1964 gegründet und spielte überwiegend in den Unterklassen der Steiermark.
Mit der Übernahme der Obmannstelle durch Bernhard Loidl, der schon zuvor den Verein mit seiner Firma Licht Loidl als Sponsor unterstützte, im Jahr 2009, gelangen dem Verein große sportliche Erfolge. Er verpasste dem Verein neue Strukturen, die sich auf die sportlichen Leistungen positiv auswirkten. Im Zwei-Jahres-Rhythmus wurden Meistertitel gefeiert, womit bis 2013 der Aufstieg von der sechsten Leistungsstufe in die dritte Leistungsstufe, die Regionalliga Mitte, gelang.
Parallel dazu wurde in den Jahren 2011 und 2012 der alte, baufällige Sportplatz in eine neue Fußballarena mit neuem Klubhaus und neuer Tribüne verwandelt. Obwohl die Gemeinde nur 1400 Einwohner zählt, beträgt das Fassungsvermögen etwa 2000 Zuschauer. Während in der Landesliga durchschnittlich rund 800 Zuschauer die Heimspiele besuchten, so sind es in der Regionalliga gegenwärtig rund 1000 Besucher, die zum Großteil aus dem benachbarten Burgenland kommen. Selbst bei Auswärtsspielen begleiten etwa 100 Fans die Mannschaft.
Die Spieler der Mannschaft kommen überwiegend aus der Region. Es sind einige ehemalige Spieler vom benachbarten Erstligisten TSV Hartberg beim SV Licht-Loidl Lafnitz tätig.

### Aufstieg in die 2. Liga
Christian Waldl, der im Besitz der UEFA-A-Lizenz ist, kam im Sommer 2012 vom USV Hartberg Umgebung und es gelang ihm auf Anhieb, die Mannschaft zum Titelgewinn in der Landesliga Steiermark zu führen. Im September 2015 trennte man sich von Waldl. Nachfolger von Waldl wurde der ehemalige österreichische Nationalspieler Ferdinand Feldhofer.
In der ersten Saison unter Feldhofer wurde der sechste Tabellenrang erreicht. Die zweite Saison beendeten die Oststeirer zwei Punkte hinter dem Meister TSV Hartberg auf dem zweiten Tabellenrang. In der Saison 2017/18 war es schließlich soweit: Nachdem der SV Lafnitz seit dem 13. Spieltag ununterbrochen die Tabellenführung innehatte, konnte am 26. Spieltag mit einem 3:0-Sieg über die Amateure des Wolfsberger AC der Aufstieg fixiert werden. Endgültig besiegelt wurde der Aufstieg durch die Zulassungsvergabe; der Verein erhielt die Zulassung in erster Instanz. Zudem konnte sich die Mannschaft um Trainer Feldhofer am 28. Spieltag mit einem 3:1-Sieg über Verfolger FC Gleisdorf 09 vorzeitig den Meistertitel in der Regionalliga Mitte sichern.

## Kampfmannschaft

### Trainerteam
Stand: 27. Juli 2025
| Funktion       | Name           | Geburtsdatum | Nationalität | beim Verein seit | letzter Verein        |
| -------------- | -------------- | ------------ | ------------ | ---------------- | --------------------- |
| Trainer        | Marco Wimmer   | 16.12.1994   | Osterreich   | 07/2025          | Co-Trainer            |
| Co-Trainer     | Benjamin Posch | 13.01.1990   | Osterreich   | 07/2025          | Trainer SV Lafnitz II |
| Torwarttrainer | Sascha Harrer  | 01.01.1989   | Osterreich   | 07/2023          |                       |

### Aktueller Kader
Stand: 27. Juli 2025

### Transfers
Stand: 14. August 2025
| Zugänge: | Abgänge: |
| Sommer 2025 | Sommer 2025 |
| --- | --- |
| - Bernd Aineter (FC Blau-Weiß Linz) - Valentin Akrap (FC Hertha Wels) - Lovre Barić (NŠK Nova zora) - Martín Coello (SK Vorwärts Steyr) - Aljaž Džankić (NK Drava Ptuj) - Jakob Geister (SAK Klagenfurt) - Mario Gintsberger (Deutschlandsberger SC) - Gabriel Hornyák (Slovan Bratislava B) - Michael John Lema (Wacker Burghausen) - Daniel Markl (SC Neusiedl am See) - Angelo Nenadic (FC Hertha Wels) - Hamza Samardžić (SV Ried II) - Bajram Syla (Deutschlandsberger SC) - Dominik Velecký (SV Horn) - David Žulj (NK Drava Ptuj) | - Burak Alili (FC Sion) - Timon Burmeister (FC Carl Zeiss Jena) - Denis Dizdarević (SC Neusiedl am See) - Sebastian Feyrer (FC Hertha Wels) - Florian Freissegger (SV Stripfing) - Kürsat Güclü (SV Stripfing) - Alvaro Henry (Sparta Rotterdam II) - Mehdi Hetemaj (SGV Freiberg) - Dylann Kam (FK AS Trenčín) - Jakob Knollmüller (FC Blau-Weiß Linz) - Kimi Løkkevik (Stabæk Fotball) - Ermin Mahmić (Slovan Liberec) - Tim Meyer (FSV 63 Luckenwalde) - Pierre Mohr (Deutschlandsberger SC) - Enzo Mougnol (FC Bavois) - Edon Murataj (KS Vllaznia Shkodra) - Nikolasz Nagy (SV Oberwart) - Christoph Pichorner (SC Fürstenfeld) - Zvonimir Plavčić (KSV Hessen Kassel) - Christoph Prasch (TSV Hartberg II) - Andreas Radics (FC Hertha Wels) - Johannes Schriebl (Schwarz-Weiß Bregenz) - Kilian Schröcker (FC Hertha Wels) - Philipp Siegl (SV Oberwart) - Kylian Silvestre (US Granville) - Stefan Trimmel (SV Oberwart) - Yvan Alounga (vereinslos) - Luca Butkovic (vereinslos) - Mickael Dosso (vereinslos) - Adnan Kanurić (vereinslos) - Vincent Spari (vereinslos) - Florián Višňa (Viktoria Pilsen, Leih-Ende) |

## II. Mannschaft
Die zweite Mannschaft des SV Lafnitz spielte zwischen den Saisonen 2018/19 und 2024/25 in der viertklassigen Landesliga. 2025 musste die Mannschaft, zeitgleich zum Abstieg der Lafnitzer Profis, den Gang in die Fünftklassigkeit antreten.

## Trainerhistorie
| von        | bis        | Trainer             | Anmerkung                          |
| ---------- | ---------- | ------------------- | ---------------------------------- |
| 09.12.2009 | 30.06.2012 | Johannes Sauhammel  | Aufstieg in die Regionalliga Mitte |
| 01.07.2012 | 26.09.2015 | Christian Waldl     |                                    |
| 27.09.2015 | 09.10.2015 | Rainer Wohlmuth     | Interimstrainer                    |
| 10.10.2015 | 23.12.2019 | Ferdinand Feldhofer | Aufstieg in die 2. Liga            |

## Erfolge

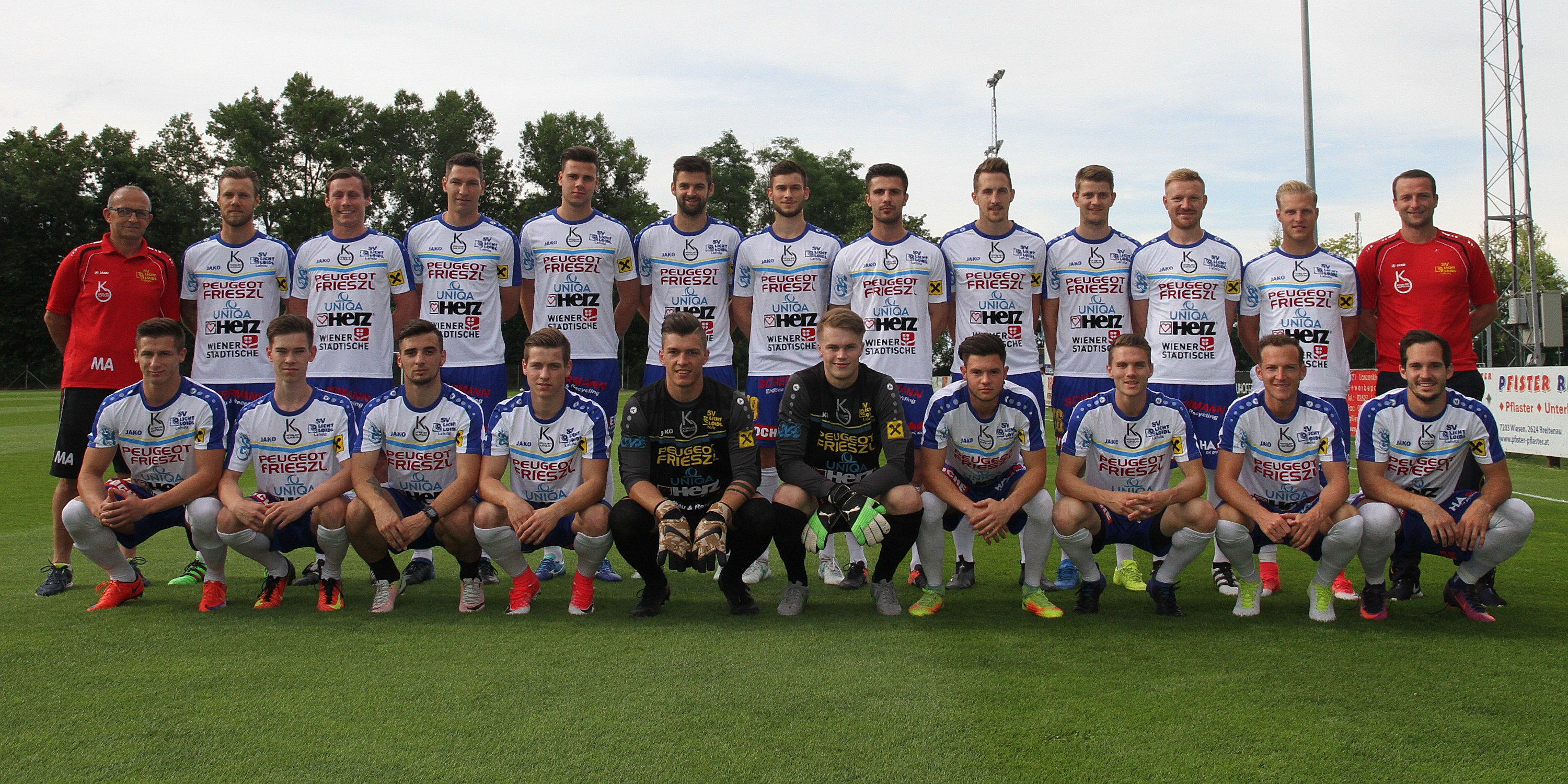
Die Mannschaft der SV Lafnitz im Sommer 2017. Von links nach rechts:
1. Reihe: Masseur Johann Lechner, Marco Köfler, Christoph Wagner, Bernd Kager, Fabian Diendorfer, Martin Rodler, Julian Tomka, Emir Redzic, Philipp Lembäcker, Christoph Friedl, Wolfgang Waldl und Trainer Ferdinand Feldhofer.
2. Reihe: Salko Mujanovic, Raffael Mohr, Milos Acimovic, Robin Bleyer, Lucas Wabnig, Johannes Straussberger, Lukas Schmidt, Christoph Gschiel und Mario Kröpfl.

- 2008/09: Meistertitel in der Unterliga Gruppe Ost (sechste Leistungsstufe) und Aufstieg in die Oberliga Süd
- 2010/11: Meistertitel in der Oberliga Süd (fünfte Leistungsstufe) und Aufstieg in die Landesliga Steiermark
- 2012/13: Meistertitel in der Landesliga Steiermark (vierte Leistungsstufe) und Aufstieg in die Regionalliga Mitte
- 2017/18: Meistertitel in der Regionalliga Mitte (dritte Leistungsstufe) und Aufstieg in die 2. Liga